# Jewgenija
Jewgenija (russisch Евгения, ukrainisch Євгенія) ist ein russischer Frauenname, der die weibliche Form von Jewgeni darstellt. Die deutschsprachige Variante lautet Eugenia.

## Herkunft und Namenstag
Jewgenija kommt aus dem Griechischen (altgriechisch εὐγενής eugenēs) und bedeutet die „die Hochgeborene“.

## Bekannte Namensträgerinnen
- Jewgenija Petrowna Antipowa (1917–2009), sowjetisch-russische Malerin
- Jewgenija Wiktorowna Artamonowa-Estes (* 1975), russische Volleyballspielerin
- Jewgenija Sergejewna Augustinas (* 1988), russische Bahnradsportlerin
- Jewgenija Bogdanowna Bosch (1879–1925), deutschstämmige Funktionärin der SDAPR
- Jewgenija Alexandrowna Dimowa (* 1982), russische Badmintonspielerin
- Jewgenija Semjonowna Ginsburg (1904–1977), sowjetische Historikerin und Schriftstellerin
- Jewgenija Gortschakowa (* 1950), russisch-deutsche Künstlerin und Kuratorin
- Jewgenija Leonidowna Issakowa (* 1978), russische Leichtathletin
- Jewgenija Nikolajewna Jegorowa (1892–1938), lettisch-sowjetische Revolutionärin und Politikerin
- Jewgenija Olegowna Kanajewa (* 1990), russische Turnerin
- Jewgenija Nikolajewna Kolodko (* 1990), russische Kugelstoßerin
- Jewgenija Wjatscheslawowna Koschelnikowa (* 1986), russische Triathletin
- Jewgenija Andrejewna Kossezkaja (* 1994), russische Badmintonspielerin
- Jewgenija Alexandrowna Krawzowa (* 1982), russische Biathletin
- Jewgenija Borissowna Kulikowskaja (* 1978), russische Tennisspielerin
- Jewgenija Simonowna Linezkaja (* 1986), russisch-israelische Tennisspielerin
- Jewgenija Lissizyna (* 1942), lettische Organistin
- Jewgenija Alexandrowna Manjukowa (* 1968), russische Tennisspielerin
- Jewgenija Wladimirowna Medwedewa-Arbusowa (* 1976), russische Skilangläuferin
- Jewgenija Jurjewna Michailowa (* 1979), russische Biathletin
- Jewgenija Senonowna Olschewskaja (* 1978), russische Wasserspringerin
- Jewgenija Andrejewna Poljakowa (* 1983), russische Sprinterin und Staffel-Olympiasiegerin
- Jewgenija Moissejewna Ratner (1886–1931), russische Revolutionärin und Ökonomin
- Jewgenija Sergejewna Rodina (* 1989), russische Tennisspielerin
- Jewgenija Roppel (* 1976), kirgisische Biathletin
- Jewgenija Maximowna Rudnewa (1920–1944), sowjetische Bomberpilotin
- Jewgenija Michailowna Schachowskaja (1889–1920), russische Flugpionierin
- Jewgenija Anatoljewna Schapowalowa (* 1986), russische Skilangläuferin
- Jewgenija Andrejewna Schigulenko (1920–1994), sowjetische Bomberpilotin und Filmregisseurin
- Jewgenija Wassiljewna Schischkowa (1972–2025), russische Eiskunstläuferin
- Jewgenija Alexandrowna Sedowa (* 1986), russische Biathletin
- Jewgenija Iwanowna Setschenowa (1918–1990), sowjetische Leichtathletin
- Jewgenija Nikolajewna Sidorowa (1930–2005), russische Skirennläuferin
- Jewgenija Grigorjewna Sinurowa (* 1982), russische Mittelstreckenläuferin
- Jewgenija Alexandrowna Starzewa (* 1989), russische Volleyballspielerin
- Jewgenija Nikolajewna Ukolowa (* 1989), russische Beachvolleyballspielerin
- Jewgenija Dmitrijewna Wolkowa (* 1987), russische Biathletin